# NGC 3414
NGC 3414 est une galaxie lenticulaire située dans la constellation du Petit Lion. NGC 3414 a été découverte par l'astronome germano-britannique William Herschel en 1785.

## Caractéristiques
NGC 3414 présente une large raie HI et c'est une galaxie LINER, c'est-à-dire une galaxie dont le noyau présente un spectre d'émission caractérisé par de larges raies d'atomes faiblement ionisés.

### Distance
Sa vitesse par rapport au fond diffus cosmologique est de 1 773 ± 22 km/s, ce qui correspond à une distance de Hubble de 26,1 ± 1,9 Mpc (∼85,1 millions d'al).
À ce jour, neuf mesures non basées sur le décalage vers le rouge (redshift) donnent une distance de 21,586 ± 7,865 Mpc (∼70,4 millions d'al), ce qui est à l'intérieur des valeurs de la distance de Hubble. Notons cependant que c'est avec la valeur moyenne des mesures indépendantes, lorsqu'elles existent, que la base de données NASA/IPAC calcule le diamètre d'une galaxie et qu'en conséquence le diamètre de NGC 3414 pourrait être d'environ 27,0 kpc (∼88 100 al) si on utilisait la distance de Hubble pour le calculer.

## Morphologie
NGC 3414 a été utilisée par Gérard de Vaucouleurs comme une galaxie de type morphologique S00 pec dans son atlas des galaxies,.

### Un disque entourant le noyau
Grâce aux observations du télescope spatial Hubble, on a détecté un disque de formation d'étoiles autour du noyau de NGC 3414. La taille de son demi-grand axe est estimée à 880 pc (~2 870 années-lumière).

## Arp 162
NGC 3414 figure dans l'atlas des galaxies particulières de Halton Arp sous la cote Arp 162, mais aucune remarque à son sujet n'apparait dans l'article publié en 1966.

## Trou noir supermassif
Selon une étude réalisée auprès de 76 galaxies par Alister Graham en 2008, le bulbe central de NGC 3414 renferme un trou noir supermassif dont la masse est estimée à 2,5+0,4
−0,4 x 108 {\displaystyle M_{\odot }}.

## Groupe de NGC 3504
NGC 3414 fait partie du groupe de NGC 3504. Ce groupe de galaxies comprend au moins 9 galaxies : NGC 3380, NGC 3400, NGC 3414, NGC 3418, NGC 3451, NGC 3504, NGC 3512, UGC 5921 et UGC 5958. Abraham Mahtessian mentionne aussi des galaxies de ce groupe dans un article parue en 1998, mais il n'y figure que 5 galaxies, soit NGC 3380, NGC 3400, NGC 3414, NGC 3418 et NGC 3451. Selon Mahtessian, NGC 3504 forme une paire de galaxie avec NGC 3512.